# Higiena
Higiéna (grško starogrško hygiaínein - biti zdrav, starogrško hygiés - zdrav) je ena od osnovnih življenjskih aktivnosti.
Samo ime izhaja iz imena grške boginje Higieie.
Pojem HIGIENA se ukvarja s preprečevanjem bolezni tako, da skuša odstraniti škodljive vplive iz okolja.
Delimo jo na več področij:
- higiena celega telesa,
- lasišča,
- nog in nohtov,
- anogenitalna higiena,
- obleke,
- obutve,
- počitka in spanja,
- športa-rekreacije.